# Nowe Widnokręgi
Nowe Widnokręgi – początkowo miesięcznik, potem  dwutygodnik społeczno-literacki, oficjalny organ komunistycznego Związku Pisarzy ZSRR, wydawany od przełomu lutego i marca do czerwca 1941 w okupowanym przez ZSRR Lwowie (w ciągu 1941 roku ukazało się 7 numerów), następnie po wybuchu wojny niemiecko-sowieckiej kolejno: w Moskwie, Kujbyszewie i znów w Moskwie.
Od 1943 jako organ Związku Patriotów Polskich, pod redakcją Wandy Wasilewskiej. Na jego łamach publikowali utwory m.in. Mieczysław Jastrun, Stanisław Jerzy Lec, Leon Pasternak, Tadeusz Peiper, Julian Przyboś, Jerzy Putrament, Adam Ważyk, Tadeusz Boy-Żeleński, Janina Broniewska, Zofia Bystrzycka, Zofia Dzierżyńska, Adam Bromberg, Julia Brystiger, Aleksander Dan, Emil Dziedzic, Halina Górska, Stefan Jędrychowski, Witold Kolski, Karol Kuryluk, Stanisław Wasylewski, Roman Werfel, Jerzy Pomianowski. Z ramienia KC KP(b) Ukrainy działalność grupy nadzorował Aleksander Korniejczuk.
Pismo istniało do 1946 roku.